# Saul Tigh
Saul Tigh este un personaj fictiv interpretat de Michael Hogan în serialul reimaginat Battlestar Galactica. Se bazează pe personajul Colonelul Tigh interpretat de Terry Carter în serialul original. A fost numit Paul Tigh în scenariile timpurii, dar a fost redenumit din cauza unor probleme juridice, potrivit producătorului Ronald D. Moore.

## Biografia personajului
Tigh este unul dintre personajele principale ale serialului. Este ofițerul executiv pa Galactica. La începutul serialului, este prezenta ca fiind un fost pilot ex-colonial de Viper, fiul unui alt pilot militar și nepotul unui consilier prezidențial militar și ca având în jur de 70 de ani.
În ultimul episod al sezonului 3, "Crossroads, partea a II-a", Tigh, împreună cu Samuel T. Anders, Galen Tirol și Tory Foster aud fragmente de muzică halucinantă, muzică pe care doar cei patru o pot auzi, dar nu pot înțelege despre ce e vorba. În cele din urmă reiese că melodia ("All Along The Watchtower" de Bear McCreary) este un fel de comutator mental care le dezvăluie că ei sunt de fapt Cyloni și nu oameni. 
În timp ce cei patru află adevărul despre adevărata lor natură, flota Cylonilor atacă. Tigh le ordonă ceilalți să se prezinte la stațiile lor de luptă și sfidător declară: "Numele meu este Saul Tigh. Sunt un ofițer în Flota Colonială. Orice altceva sunt, orice altceva înseamnă asta, eu om vreau să fiu. Iar dacă am să mor astăzi, ca om voi muri."
Soția sa, Ellen Tigh, se dovedește a fi tot Cylon.